# Trzęsawka

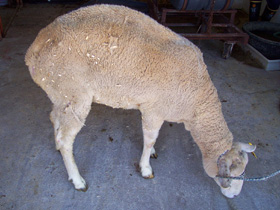
Owca ze scrapie z widoczną utratą wagi ciała i zgarbieniem.

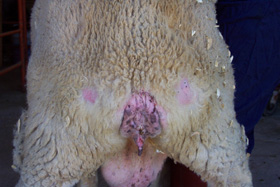
Ta sama owca, co powyżej z nagimi miejscami na skórze od drapania.

Trzęsawka (z ang. scrapie „ocierać się, drapać”; polskie nazwy: choroba kłusowa, kołowacizna) – pasażowalna encefalopatia gąbczasta owiec i kóz wywoływana przez priony, nieznany do niedawna patogen, wywołujący również podobną do trzęsawki chorobę u ludzi, zwaną kuru. Scrapie najprawdopodobniej nie może zostać przeniesiona bezpośrednio na człowieka, ale zaleca się unikanie kontaktu z tkankami i płynami ustrojowymi chorego zwierzęcia.
Choroba ma długi, charakterystyczny dla schorzeń wywoływanych przez priony czas inkubacji, sięgający kilku, kilkunastu lat, jej typowymi objawami są: pobudliwość, swędzenie skóry powodujące ciągłe ocieranie się zarażonych zwierząt o drzewa, krzewy itd., co prowadzi do powstawania rozległych, często głębokich ran. Ponadto zakażone osobniki charakteryzują się nadmiernym pragnieniem, osłabieniem, zaburzeniami równowagi i koordynacji ruchowej. W ostatnim stadium choroba prowadzi do całkowitego paraliżu, a następnie zgonu zwierzęcia. W mózgach padłych na trzęsawkę zwierząt wyraźnie widoczne gołym okiem są zmiany, mające postać ubytków w tkance nerwowej. 
Mózgi te wyglądem przypominają gąbkę, co potwierdza, iż wywoływane jest przez ten sam typ patogenu co gąbczasta encefalopatia bydła (BSE). Przeciwko chorobom wywoływanym przez priony nie udało się dotychczas znaleźć skutecznej szczepionki.